# Amedeo Biavati
Amedeo Biavati (ur. 4 kwietnia 1915 w Bolonii, zm. 22 kwietnia 1979) – włoski piłkarz, napastnik, prawoskrzydłowy. Mistrz świata z roku 1938.

## Kariera sportowa
W Serie A grał wyłącznie w barwach Bologna FC. Debiutował w 1933, ostatni raz zagrał w 1948. Sezon 1934/35 spędził w Serie B w Catanii. W najwyższej klasie rozgrywkowej zdobył 58 bramek w 228 meczach. Z Bolonią zdobywał tytuł mistrza Włoch. W reprezentacji Włoch w latach 1938–1947 rozegrał 18 spotkań i strzelił 8 goli. Podczas MŚ 38 zagrał w trzech meczach Italii.